# Abd al-Ilah al-Baszir
Abd al-llah al-Baszir an-Nu'ajmi (ar. عبد الإله البشير النعيمي) – syryjski wojskowy, generał, w 2014 roku ogłoszony głównodowodzącym Wolnej Armii Syrii. Zastąpił na tym stanowisku dotychczasowego szefa sztabu generalnego WAS Salima Idrisa.